# Joffre Lakes Provincial Park
Der Joffre Lakes Provincial Park ist ein Provincial Park, etwa 30 Kilometer östlich von Pemberton entfernt, in der kanadischen Provinz British Columbia. Der Park liegt im Sea-to-Sky Corridor in den Coast Mountains und ist über den Highway 99 erreichbar. Die Gesamtfläche des Parks beträgt rund 1487 Hektar und liegt im Squamish-Lillooet Regional District.
Bei dem Park handelt es sich um ein Schutzgebiet der Kategorie II (Nationalpark). Mit dem „Nlháxten/Cerise Creek Conservancy“ grenzt östlich ein weiteres Schutzgebiet an.

## Die Seen
Die Seegruppe des Joffre Lakes besteht aus dem Lower Lake, Middle Lake und Upper Lake. Letzterer befindet sich auf 1564 m Höhe am Cayoosh Pass und unweit des Highways. Noch vor einem Jahrhundert war der Upper Lake, der größte der drei Seen, komplett von dem Eis des Matier-Gletschers bedeckt. Heute hat man vom Upper Lake aus einen guten Blick auf den Gletscher. Die drei Seen werden durch einen 5,5 km langen, unebenen Pfad verbunden, der 370 Höhenmeter überwindet. Das Auffällige an den Joffre Lakes ist die besondere Farbe, die durch Gletschermehl des Gletschers entsteht. Der Schlick wird auch als rock flour oder glacial flour bezeichnet. Er ist im Wasser enthalten und reflektiert das Sonnenlicht, wodurch eine grünlich-blaue Farbe entsteht.

## Geschichte
Der Park wurde am 7. Januar 1988 eingerichtet. Im Jahr 1997 wurde seine Fläche auf 1.460 ha und im Jahr 2004 dann nochmals auf die heutigen 1.487 ha erweitert. Auch sollte sich im Laufe der Zeit seine Rechtsform ändern, da er ursprünglich nur als Erholungsgebiet (Recreation Area) eingerichtet worden war, bevor er 1997 als Class A Park geschützt wurde.
Die Namensgebung verschiedener geographischer Objekte im Park und dem angrenzenden Gebiet, wie dem Joffre Creek oder der Joffre Group, erfolgte sind zu Ehren von Marschall Joseph Jacques Césaire Joffre (1852–1931), Chef des französischen Generalstabes und Befehlshaber der französischen Armee zu Beginn des Ersten Weltkrieges.
Wie bei fast allen Provincial Parks in British Columbia gilt aber auch für diesen, dass er lange bevor die Gegend von Einwanderern besiedelt oder sie Teil eines Parks wurde, Jagd- und Fischfanggebiet verschiedener Stämme der First Nations, hier hauptsächlich der St'at'imc, war. Auch führte eine traditionelle Handelsroute der First Nations durch die Gegend.

## Flora und Fauna
Innerhalb des Ökosystems von British Columbia wird das Parkgebiet auf Grund seiner Lage vier verschiedenen Zonen mit teilweise mehreren Subzonen zugeordnet, der Coastal Western Hemlock (CWH ms1), der Mountain Hemlock (MH mm2), der Engelmann Spruce - Subalpine Fir (ESSF mw2, ESSF mwp, ESSF mww) sowie der Interior Mountainheather Alpine (IMA un, IMA unp). Biogeoklimatische Zonen zeichnen sich durch ein grundsätzlich identisches oder sehr ähnliches Klima sowie gleiche oder sehr ähnliche biologische und geologische Voraussetzungen aus. Daraus resultiert in den jeweiligen Zonen dann auch ein sehr ähnlicher Bestand an Pflanzen und Tieren.
Im Parkgebiet wachsen hauptsächlich Westamerikanische Hemlocktannen, Douglasien, Küsten-Kiefern, Nootka-Scheinzypressen und Sitka-Fichten, allerdings wächst im Park auch die Felsengebirgs-Tanne, Engelmann-Fichte und Purpur-Tanne. Der größte Teil des Waldes besteht dabei aus Primärwald („Old-growth forest“), mit vielen Bäumen deren Alter auf über 250 Jahre geschätzt wird.

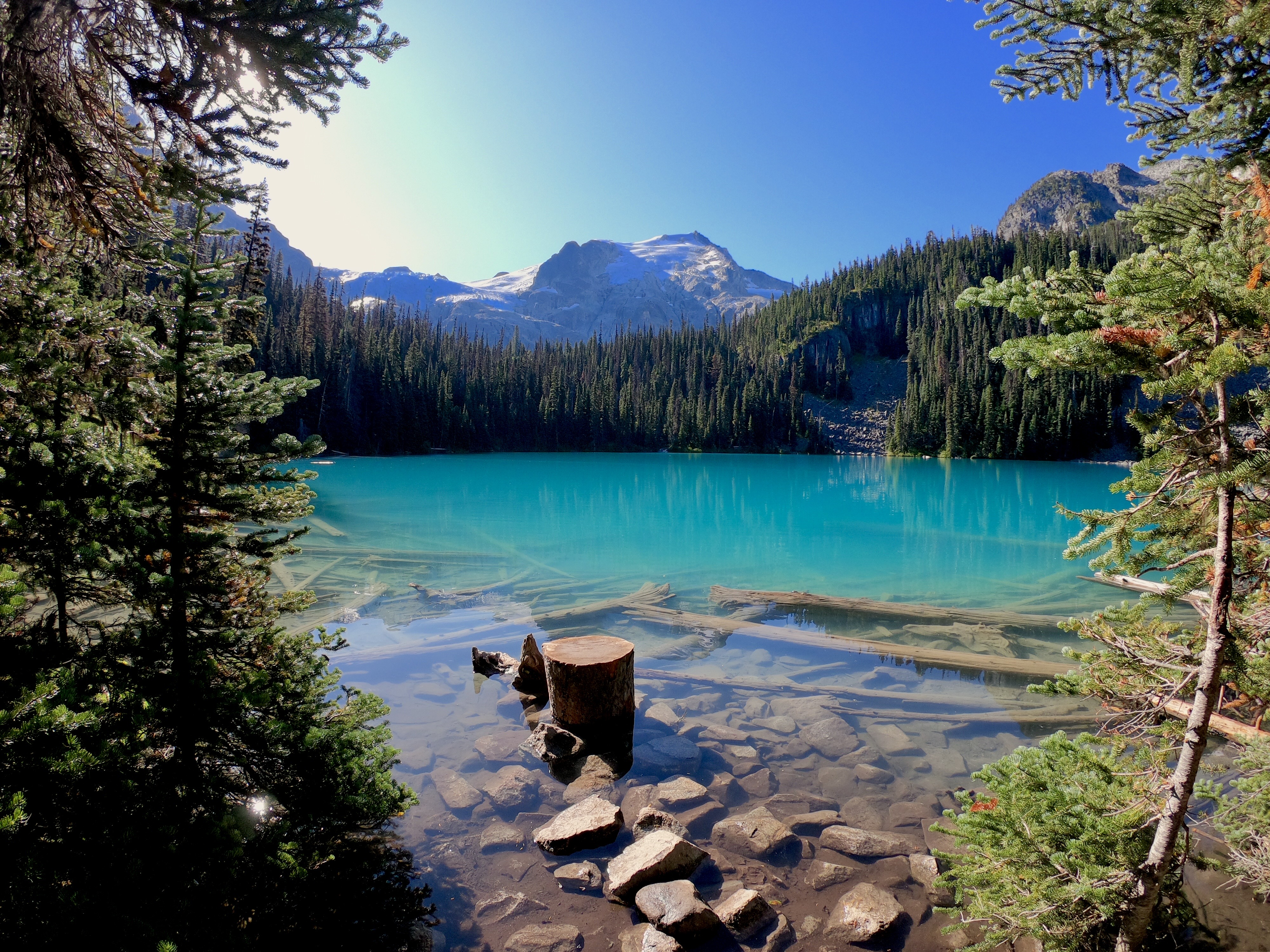
Middle Joffre Lake

Im Park und angrenzenden Gebiet leben zahlreiche kleinere und größere Säugetierarten, wie Schneeziegen, Maultierhirsche und Pikas sowie Fichtenstreifenhörnchen und Fichtenmarder. Im Park und seinem Hinterland leben aber auch Grizzlybären, Schwarzbären und Vielfraße.

## Aktivitäten im Park
Der Joffre Lakes Provincial Park lädt zum Wandern, Angeln und Camping ein. Auch die drei Gletscher (Stonecrop, Matier und Tszil) und die umliegenden Berge sind ein Ziel für Kletterer. Die Besucherzahlen haben sich dabei von etwa 30.000 Besuchern im Jahr 2012 auf über 195.000 Besuchern im Jahr 2019 vervielfacht.
Im Park liegen, am Upper Lake, 24 sogenannte Walk-In/Wilderness Campsites mit einfachsten Sanitäranlagen.